# Дівчина з Шанхаю
«Дівчина з Шанхаю» — фільм 2007 року.

## Зміст
Коко — молода й енергійна письменниця. У Берліні вона закінчує свій довгоочікуваний роман. Однак її душевну рівновагу порушено через те, що вона розривається між двома чоловіками: успішним одруженим бізнесменом і її другом, до якого вона сильно емоційно прив'язана. Незважаючи на муки вибору, вона має нарешті поставити крапку у романі власного життя.